# 끝까지 간다
《끝까지 간다》는 2014년 5월 29일에 개봉한 대한민국의 범죄 액션 스릴러 영화이다. 김성훈 감독이 연출하였고, 이선균, 조진웅, 신정근, 정만식, 신동미가 출연한다. 제67회 칸 국제영화제 감독주간부문에 초청되었다.
《끝까지 간다》는 타 국가에서 리메이크가 이루어졌다. 2017년 홍콩에서 리메이크작 《파국: 끝까지 간다》가 공개되었다. 2022년 프랑스에서 《레스틀리스》가 공개되었다.

## 시놉시스
감찰반 조사, 어머니의 장례문제. 경력 10년차 강력형사 고건수는 스트레스가 폭발직전이었고 그 상태로 운전을 하다 난데없이 도로에 뛰어든 사람을 치고 말았다. 황급히 남자를 살폈지만 그는 이미 죽어버린 상황. 가뜩이나 꼬인 일들이 많은 이 상황에서 교통사고 문제까지 터지면 쇠고랑 차는 건 시간문제였던데다 하필 그 근처에 순찰차들이 돌아다니고 있었다. 결국 제대로된 사고수습은 날려버린채 시신을 트렁크에 실어 숨겨오는것으로 일차적인 위기를 모면했다. 이후 시체를 어떻게 은폐해버릴지 궁리한 끝에 엄청난 방법을 생각해낸다. 바로....엄마의 관속에다 같이 넣어버리는 것.
어머니의 마지막 가는 길을 이런식으로 망치는 건 인간의 도리가 아님을 잘 알고 있었지만 결국 기발한 트릭을 이용해 시체를 은폐해버리는데 성공한다. 그렇게 끝인줄 알았으나 문제가 생긴다. 정체모를 남자가 그의 번호로 전화를 걸어와 사람을 쳐놓고 뺑소니 친걸 다 알고 있으니 사실을 폭로해버리기 전에 시키는대로 하라는 것이었다. 건수는 그가 시키는대로 움직이면서도 그의 농락에서 벗어나기 술수를 부리기 시작한다. 

## 캐스팅

### 주요 인물
- 故 이선균 : 고건수 역
- 조진웅 : 박창민 역

### 주변 인물
- 신정근 : 반장 역
- 정만식 : 최상호 역
- 신동미 : 고희영 역
- 김동영 : 도희철 역
- 주석태 : 남현진 역
- 허정은 : 고민아 역
- 박보검 : 이진호 역
- 이재원 : 조능현 역

### 단역
- 이장유 : 장례지도사 역
- 정우혁 : 장례식장 경비원 역
- 변정혜 : 장례식장 여간호사 역
- 김정우 : 장례식장 청원경찰 역
- 김재철 : 상조회사 직원 역
- 조하석 : 이광민 역
- 김경범 - 음주단속 고참경찰 역
- 장인섭 - 이동윤 역
- 배유람 - 신현진 역
- 신덕규 - 음주단속 무전기 의경 역
- 김승훈 - 창민 택시기사 역
- 서현우 - 오함마 감찰반원 역
- 이희석 - 캐비넷 감찰반원 역
- 유순웅 - 교통계장 역
- 김그림 - 교통계 여경 역
- 장준녕 - 최 사장 역
- 윤종현 - 홍콩남 역
- 백광두 - 취조실 비서 역
- 이준혁 - 트럭사내 시비남 역
- 이현걸 - 트럭사내 덩치남 역
- 최은석 - 폭탄시연회 사회자 역
- 이승준 - 폭탄시연회 진행 형사 역
- 진영섭 - 건수모 운구 인부 역
- 안수호 - 장의리무진 기사 역
- 이영수 - 정비사 역
- 박진성 - 신호제어기 순경 1 역
- 정하철 - 신호제어기 순경 2 역
- 백종환 - 돼지금고 옥상 위 종업원 역
- 오승만 - 돼지금고 출입구 종업원 역
- 이새랑 - 건수 아파트 옆집 주인 역
- 이준현 - 마약 운반책 역
- 김진환 - 웨이터 역

### 우정출연
- 기주봉 - 김사장 역

### 특별출연
- 김강현 - 영철 역
- 김보경 - 전처 역
- 남경읍 - 경찰 고위간부 역
- 김해곤 - 돼지금고 주인 역
- 송영규 - 감찰팀장 역
- 이지훈 - 황재성 역

## 수상 경력
- 2014년 제51회 《대종상》 감독상 김성훈
- 2014년 제51회 《대종상》 조명상 김경석
- 2014년 제51회 《대종상》 촬영상 김태성
- 2014년 제15회 《부산영화평론가협회상》 각본상 김성훈
- 2014년 제35회 《청룡영화상》 남우조연상 조진웅
- 2014년 제35회 《청룡영화상》 각본상 김성훈
- 2014년 제35회 《청룡영화상》 편집상 김창주
- 2014년 제1회 《한국영화제작가협회상》 감독상 김성훈
- 2014년 제1회 《한국영화제작가협회상》 작품상
- 2015년 제6회 《올해의 영화상》 감독상 김성훈
- 2015년 제10회 《맥스무비 최고의 영화상》 최고의 남자조연배우상 조진웅
- 2015년 제20회 《춘사영화상》 감독상 김성훈
- 2015년 제51회 《백상예술대상》 영화부문 감독상 김성훈
- 2015년 제51회 《백상예술대상》 영화부문 남자 최우수연기상 이선균
- 2015년 제51회 《백상예술대상》 영화부문 남자 최우수연기상 조진웅